# Brăhășești
Brăhășești je  obec v župě Galați v Rumunsku. Žije zde přibližně 9 100 obyvatel. Součástí obce jsou i tři okolní vesnice.

## Části obce
- Brăhășești – 2 877 obyvatel
- Corcioveni – 188 obyvatel
- Cosițeni – 163 obyvatel
- Toflea – 5 863 obyvatel